# Loris Bulgarelli
Loris Bulgarelli (Cento, 28 febbraio 1909 – Tobruch, 13 dicembre 1940) è stato un aviatore e militare italiano.
Capitano pilota della specialità bombardamento, partecipò alla Guerra d'Etiopia, alla Guerra di Spagna e alla Seconda guerra mondiale. Caduto in combattimento sul cielo dell'Africa settentrionale italiana, per il suo comportamento nell'ultima missione fu decorato di Medaglia d'oro al valor militare alla memoria.

## Biografia
Nacque a Cento, in Provincia di Ferrara, il 28 febbraio 1909, entrò giovanissimo nella Regia Aeronautica partecipando al corso per sergenti piloti, e conseguendo il brevetto di pilota di aeroplano presso la Scuola di pilotaggio di Capua il 14 ottobre 1928. Assegnato in qualità di primo aviere alla 2ª Zona Aerea Territoriale (ZAT) ottenne ben presto la promozione al grado di Sergente, venendo trasferito presso il 20º Stormo da ricognizione di stanza sull'aeroporto di Centocelle Sud. Diplomatosi ragioniere commercialista nel corso dell'anno scolastico 1931-1932, l'ottenimento di tale qualifica gli consentì di accedere alla Regia Accademia Aeronautica di Caserta. Al termine del corso uscì dall'Accademia, con il grado di sottotenente pilota in servizio permanente effettivo, il 1º ottobre 1934. Nel corso del 1936, con la promozione al grado di tenente pilota, fu inviato in Africa Orientale Italiana per partecipare alla campagna contro l'Etiopia. In seno alla 16ª Squadriglia si distinse particolarmente, tanto da venire insignito di una Medaglia d'argento e due di Medaglie di bronzo al valor militare.
Nel dicembre 1938 fu inviato in Spagna per prendere parte alla guerra civile a fianco dei nazionalisti. Si distinse particolarmente anche in questo teatro operativo, e nel 1939, al termine delle ostilità, risultava insignito di numerose decorazioni spagnole concessagli dal generale Francisco Franco, e di una seconda Medaglia d'argento al valor militare. Rientrato in patria fu assegnato al comando della 60ª Squadriglia Bombardamento Veloce, equipaggiata con i bombardieri Savoia-Marchetti S.79 Sparviero, appartenente al 33º Gruppo Bombardamento Terrestre dell'11º Stormo Bombardamento Terrestre. basata sull'aeroporto di Ferrara. Con l'entrata in guerra dell'Italia, il 10 giugno 1940, il 33º Gruppo si trasferì sull'aeroporto di Comiso, in Sicilia. Il 15 luglio 1940, il 33º Gruppo B.T., divenuto nel frattempo autonomo, si trasferì a Benina, in Libia, alle dipendenze della 13ª Divisione Aerea "Pegaso".
Egli rimase ucciso durante un'azione di bombardamento in Africa settentrionale italiana, eseguita a bassa quota contro una colonna corazzata inglese, il 13 dicembre del 1940. Il suo corpo fu trasportato presso l'Ospedale della Regia Marina di Tobruk prima di essere inumato. Alla sua memoria gli venne concessa la Medaglia d'oro al valor militare. Dopo l'armistizio dell'8 settembre 1943, la neocostituita Aeronautica Nazionale Repubblicana intitolerà a lui e al capitano Giorgio Graffer la 3ª Squadriglia del 2º Gruppo Caccia operante dall'aeroporto di Borgo Panigale a Bologna, equipaggiata con i caccia Aermacchi C.205 Veltro. Nel dopoguerra gli venne intitolato lo stadio di calcio della sua città natale.

### Periodici
- Cap. Pil. Loris Bulgarelli, in Il Nastro Azzurro, n. 6, Parma, Istituto del Nastro Azzurro, novembre-dicembre 2013,  p. 28.